# Burmannia sphagnoides
Burmannia sphagnoides är en enhjärtbladig växtart som beskrevs av Odoardo Beccari. Burmannia sphagnoides ingår i släktet Burmannia och familjen Burmanniaceae. Inga underarter finns listade i Catalogue of Life.